# 克列斯托皮夫希納
51°54′50″N 31°42′51″E / 51.91389°N 31.71417°E
克列斯托皮夫希納（烏克蘭語：Крестопівщина），是烏克蘭北部的村莊，隸屬切爾尼希夫州的科留基夫卡區。該村面積0.05平方公里，海拔高度139米，2001年人口31，人口密度每平方公里673.9人。